# Wiener Passepartout
Bei einem Wiener Passepartout wird entweder in den Passepartout-Ausschnitt eine schmale, auf Gehrung geschnittene Holzschmuckleiste wie ein Rahmen eingesetzt oder es werden zwei (oder mehrere) Passepartouts übereinander gelegt (oft zwei-/mehrfarbig), wobei der Ausschnitt des/der oberen Passepartouts jeweils größer ist als der des darunter liegenden. In beiden Fällen erhöht sich die Tiefenwirkung und der Blick wird auf das Bild gelenkt.